# Stephen Ameyu Martin Mulla
Stephen Ameyu Martin Mulla (* 10. ledna 1964 Ido, Východní Equatoria, Súdán) je jihosúdánský duchovní a římskokatolický arcibiskup v Džubě.

## Život
Svátost kněžského svěcení pro diecézi Torit přijal 21. dubna 1991. Po pastorační službě v súdánském hlavním městě Chartúmu, byl v letech 1993-1997 na doktorandském studiu na Papežské univerzitě Urbaniana v Římě. Jeho disertační práce nese název K náboženskému dialogu a usmíření v Súdánu. Ameyu následně vyučoval v semináři v Džubě, hlavním městě Jižního Súdánu, a v poslední době byl také jeho děkanem. Od roku 2013 působí také v administrativě Katolické univerzity v Jižním Súdánu.
Papež František ho 3. ledna 2019 jmenoval biskupem v Toritu, poté co tato diecéze zůstala více než pět let neobsazená od smrti biskupa Akia Johnsona Muteka v roce 2013. Arcibiskup z Džuby Paulino Lukudu Loro MCCI ho vysvětil 3. března téhož roku. Spolusvětiteli byli arcibiskup z Chartúmu Michael Didi Adgum Mangoria a biskup z Yei Erkolano Lodu Tombe. Ještě téhož roku, 12. prosince 2019, jej papež František jmenoval arcibiskupem v Džubě. Intronizace se uskutečnila 22. března následujícího roku. Téhož dne byl jmenován apoštolským administrátorem diecéze Torit.
Od 21. září 2020 do 24. ledna 2021 byl také apoštolským administrátorem diecéze Wau.